# Gerhard Jackisch
Gerhard Jackisch, var en tysk astronom.
Minor Planet Center listar honom som G. Jackisch och som upptäckare av 1 asteroid.
Tillmannans med astronomerna Arthur König och Wolfgang Wenzel upptäckte han asteroiden 3815 König.